# Eriopis (insecto)
Eriopis es un género de coleópteros de la familia Coccinellidae propio de América del Sur.

## Características
Las especies de Eriopis se caracterizan por su forma alargada, con patas largas . Miden entre 3 y 6 mm. Los élitros (alas anteriores) tienen manchas claras, rojas, anaranjadas  o  blancas, sobre un fondo negro.

## Especies
- Eriopis andina
- Eriopis chilensis
- Eriopis churai
- Eriopis concordia
- Eriopis connexa Germar, 1824
- Eriopis eschscholtzii
- Eriopis heliophila Mulsant 1853
- Eriopis loaensis
- Eriopis magellanica
- Eriopis minima
- Eriopis nobilis Mader, 1958
- Eriopis punicola
- Eriopis serrai González, 2015

## Galería

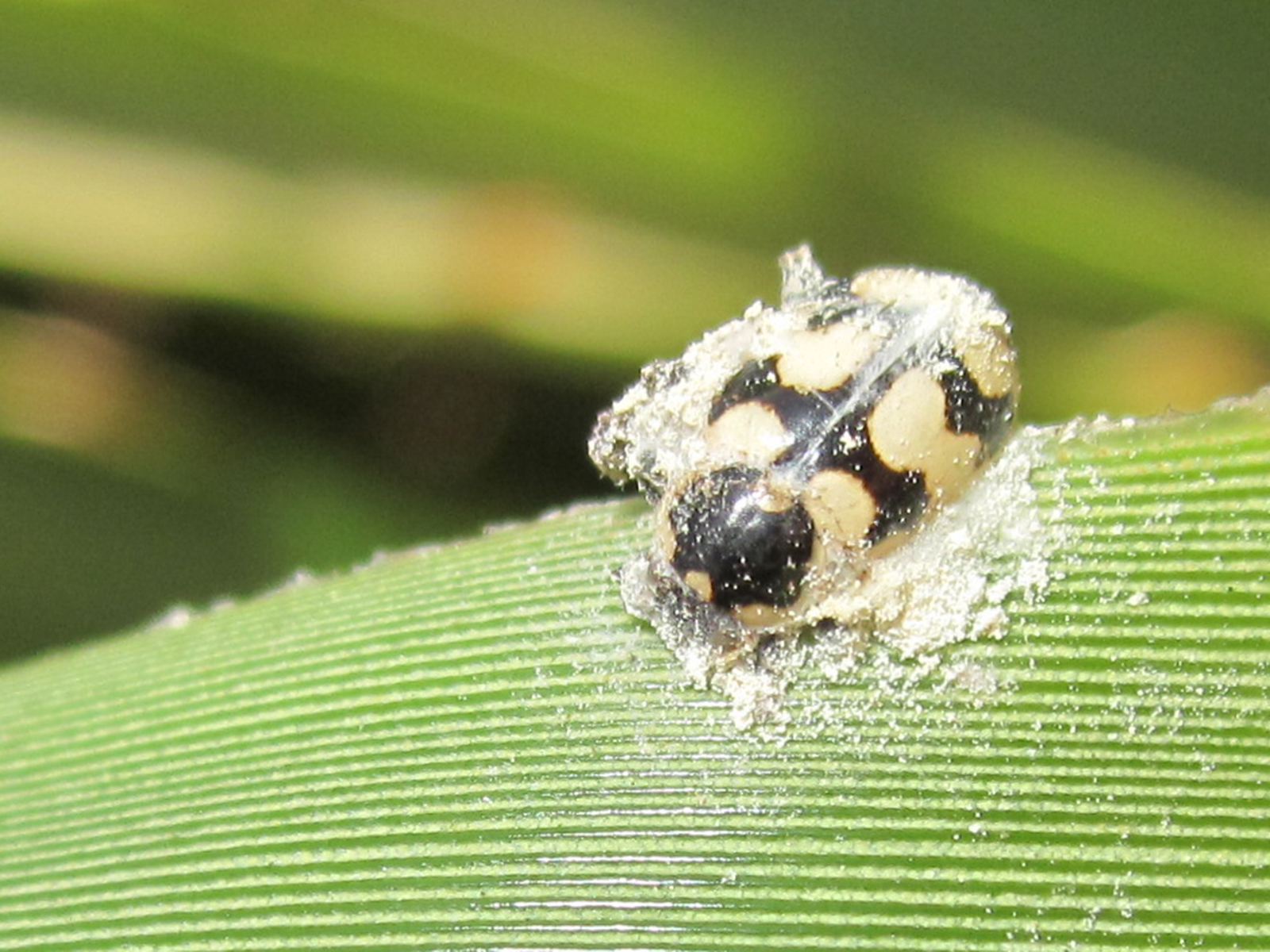
Eriopis chilensis
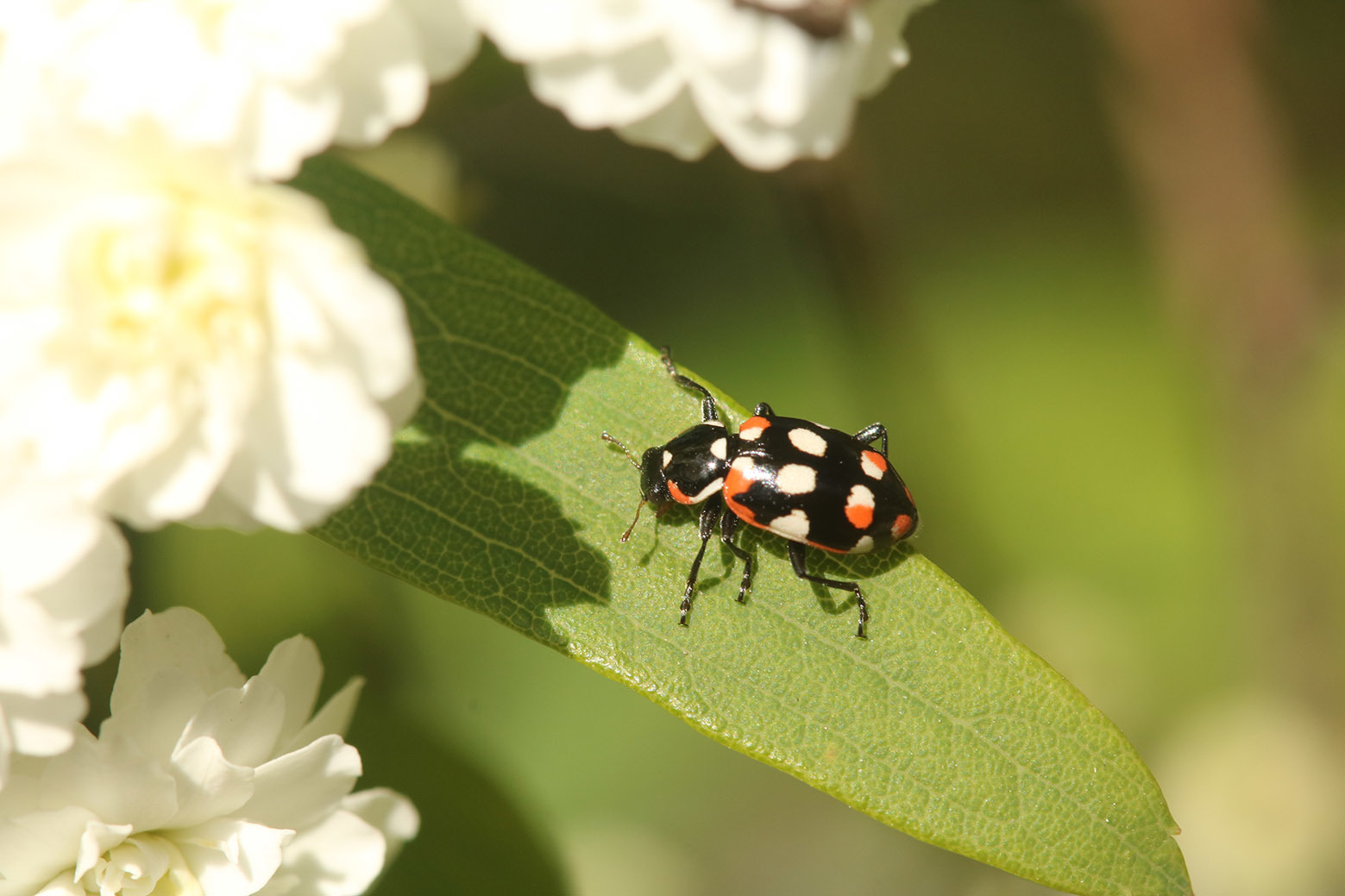
Eriopis connexa
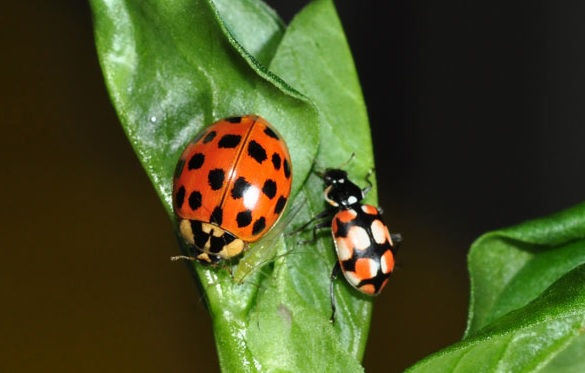
Eriopis connexa a la derecha junto con una vaquita de la especie Harmonia axyridis